# 조성찬
조성찬(1999년 2월 7일 ~ )는 대한민국의 남자 배구 선수이며, 안산 OK금융그룹 읏맨의 선수이다. 2019-2020 신인 드래프트에서 수련선수로 안산 OK저축은행 러시앤캐시에 입단하였다.

## 약력
홍익대학교 재학 시절 팀의 주전리베로로 활약하였다. 얼리드래프티를 신청하여, 수련선수로안산 OK저축은행 러시앤캐시에 지명되었다.

## 안산 OK금융그룹 읏맨시절
수련선수로안산 OK저축은행 러시앤캐시에 지명되었다. 대학시절 디그가 좋다는 평을 받아 기대를 모으고 있다.

## 출신학교
- 금상초등학교
- 연현중학교
- 영생고등학교
- 홍익대학교